# Соловьёв, Михаил Альбертович
Михаи́л Альбе́ртович Соловьёв (1924 — неизвестно) — советский футболист, полузащитник. Судья всесоюзной категории (18.12.1972).

## Биография
Всю карьеру в командах мастеров провёл в 1946—1954 годах харьковском «Локомотиве». В чемпионате СССР в 1949—1950, 1953—1954 годах сыграл 84 матча, забил один гол.
Судья всесоюзной категории. В 1958—1973 годах в качестве главного судья работал на 40 матчах чемпионата СССР.